# Guido Silvestri (medico)
Guido Silvestri (Perugia, 20 ottobre 1962) è un patologo, immunologo, virologo e divulgatore scientifico italiano.

## Biografia
Guido Silvestri è nato a Perugia il 20 ottobre 1962, ma è cresciuto a Senigallia, dove ha frequentato il Liceo Scientifico Enrico Medi. Si è laureato in medicina all'Università di Ancona nel 1987, ed è specialista in Immunologia Clinica ed Allergologia (Firenze, 1990), Medicina Interna (Ancona, 1995), e Patologia Clinica (Filadelfia, 2001). Dopo aver lavorato per alcuni anni come assistente ospedaliero alla Clinica Medica del Policlinico Universitario Torrette di Ancona, nel 1993 si trasferisce a Montréal (in Canada) per un periodo di ricerca post-dottorale all’Institut de Recherche Clinique de Montreal, IRCM, che nel 2017 lo riconoscerà come “testimonial” durante le celebrazioni del cinquantesimo anniversario.
Dal 2001 dirige un laboratorio di ricerca scientifica sull’AIDS (2001-2006 presso la Emory University e Yerkes Center; 2006-2010 presso la University of Pennsylvania; dal 2010 di nuovo presso la Emory University). È professore ordinario e capo dipartimento di Patologia all'Università Emory di Atlanta, direttore della Divisione di Microbiologia e Immunologia allo Yerkes National Primate Research Center, e membro dell’Emory Vaccine Center. Dal 2010 detiene il titolo di Georgia Research Alliance Eminent Scholar in Patologia Comparata.
Dal 2013 è direttore della rivista di virologia Journal of Virology, e dal 2011 è direttore associato di PLoS Pathogens, una delle riviste della Public Library of Sciences. Inoltre dal 2018 è Presidente del consiglio scientifico della Agence Nationale pour la Recherche sur le SIDA, ANRS, l’agenzia governativa francese che coordina la ricerca su AIDS, epatiti e malattie virali emergenti, dove è succeduto al premio Nobel Françoise Barré-Sinoussi. Guido Silvestri è dal 2011 membro del Comitato Scientifico della Conference on Retroviruses and Opportunistic Infections, CROI, un congresso scientifico statunitense sull’AIDS, ed è stato co-chairman di due conferenze sull’AIDS organizzate dalla International AIDS Society a Roma nel 2011 e a Parigi nel 2017. È autore di 260 lavori scientifici citati circa 16 000 volte e di tre libri a carattere scientifico.

## Ricerca scientifica
Il laboratorio diretto dal prof. Silvestri si occupa di ricerca su HIV e AIDS nelle aree della patogenesi, della prevenzione vaccinale, e della terapia. Nell’area della patogenesi il contributo più importante di Silvestri è nella scoperta e caratterizzazione dei meccanismi per cui i lentivirus dei primati—cioè i virus a cui appartengono l'HIV e il SIV (virus di immunodeficienza delle scimmie)—non sono patogenici nei loro ospiti naturali come i cercocebi (Cercocebus atys). Questi meccanismi includono la mancanza di immuno-attivazione cronica, la restrizione della replicazione virale in alcune sottopopolazioni cellulari, e la presenza di isoforme specie-specifiche delle molecole ICAM-2 e TLR4.
Nell’area della prevenzione il laboratorio di Silvestri ha contribuito a una serie di studi condotti in collaborazione con lo Scripps Institute che hanno definito sia nuovi candidati vaccini per l’AIDS sia nuove metodiche di somministrazione. Infine nell’area della terapia Guido Silvestri ha condotto ricerche che hanno permesso di sviluppare nuovi concetti e interventi terapeutici basati sulla manipolazione dei linfociti CD8+ e condotti allo scopo di eliminare il reservoir cronico di virus latente che impedisce di guarire dall’infezione usando farmaci anti-retrovirali.
Silvestri è anche co-autore dell’ultimo “position paper” della International AIDS Society (AIS) sulla terapia dell’AIDS. Per questo suo sforzo nel settore della ricerca per trovare una cura per l’AIDS Silvestri è stato inserito nel 2012 dalla rivista di attivismo AIDS “POZ” tra gli scienziati più meritevoli al mondo. Infine il laboratorio di Guido Silvestri ha partecipato a delle ricerche per trovare un vaccino contro il virus Zika e contro lo streptococco piogeno di gruppo A. Nel febbraio 2020 pubblica due articoli sulla rivista Nature in cui si descrivono nuove strategie per eliminare il virus HIV da un paziente infettato attraverso la riattivazione del reservoir virale.

## Altre attività
- Guido Silvestri è attivo come divulgatore scientifico e si batte contro la diffusione di fake news a carattere pseudo-scientifico e contro fenomeni come l’anti-vaccinismo e il negazionismo dell’AIDS.[41][42]
- Nel 2019 è stato tra i fondatori dell'associazione Patto Trasversale per la Scienza,[43][44] e sempre del 2019 è il suo primo libro di divulgazione scientifica Il virus buono (editore Rizzoli), in cui l’autore descrive una serie di scoperte e progressi tecnologici che hanno cambiato il modo di vedere i virus e di interagire con gli stessi.[45]
- Nel giugno 2020 esce, sempre per Rizzoli, il suo secondo libro di divulgazione scientifica Ricominciare dalla scienza nel quale si ragiona sul ruolo della scienza nel mondo contemporaneo, soprattutto alla luce della pandemia da COVID-19 dello stesso anno.[46]